# Le Poing
Ne doit pas être confondu avec Le Point.
Cet article possède des paronymes, voir Lepoint, Le Point et Point.
Le Poing est un journal bimestriel fondé en 2013 à Montpellier.
Édité par l'association Le Poing Asso et employant un salarié, le périodique est présent en format papier et numérique via un site internet où des actualités, critiques et enquêtes sont publiées quotidiennement.
Créé par Jules Panetier, alors étudiant à la faculté des sciences politiques de Montpellier, l’idée fondatrice du journal était selon les rédacteurs de « distiller par petites doses des idées de gauche dans une faculté généralement étiquetée à droite »,.

## Ligne éditoriale
Le Poing adopte une ligne éditoriale revendiquée anticapitaliste, très à gauche de l'échiquier politique. Proche des milieux associatifs, le journal se veut constituer un contre-pouvoir au travers d'enquêtes d'impact, notamment sur l'extrême-droite et les milieux sectaires qui sont fréquemment repris par des journaux nationaux généralement orientés à gauche tels que Blast et Libération. Ce dernier les qualifie par exemple de « média local généralement fort bien informé sur les sphères d'extrême-droite ». 
Qualifié par le journal homophone Le Point de « site anarchiste local », son fondateur Jules Panetier est condamné en 2016 à deux mois de prison ferme pour outrage à agent, le fonctionnaire de police l'accusant d'avoir menacé sa femme et ses enfants. Déclarant lors d'une interview sur Le Média être fiché S, il conteste les faits et dénonce un « harcèlement policier ». 
Impliqué dans la lutte contre les dérives sectaires, le journal publie des enquêtes souvent reprises par l'UNADFI,,. Par exemple, Le Poing publie début 2023 un article sur le salon "Demain c’est aujourd’hui" organisé en mai 2023 au Château de Flaugergues accusé d'entretenir des liens avec la mouvance d'extrême-droite conspirationniste, notamment du fait de l'intervention du groupe Les Brigandes et du médecin Jean-Pierre Willem, figure de la médecine naturelle,.